# Neocrepidodera himalayana
Neocrepidodera himalayana es una especie de insecto coleóptero de la familia Chrysomelidae. Fue descrita científicamente en 1997 por Medvedev & Sprecher-Uebersax.